# Marilyn French
Marilyn French (født 21. november 1929, død 2. maj 2009) var en feministisk amerikansk forfatter, hun blev født i Brooklyn som datter af E. Charles Edwards og Isabel Hazz Edwards.
Marilyn French var en akademisk feminist, der skrev flere bøger. Hun har udtalt “My goal in life is to change the entire social and economic structure of Western civilization, to make it a feminist world,” (Mit mål i livet er at ændre hele den vestlige civilisations sociale og økonomiske struktur for at gøre den til en feministisk verden)
I 1950 blev Marilyn French gift med Robert M. French Jr. Med ham fik hun børnene Robert og Jamie. Ægteskabet holdt ikke i længden, og de to blev skilt i 1967.
Bogen Kvinder (The Women's Room på engelsk), som udkom i 1977, følger Mira, fra hun er en pige til hun bliver en ældre kvinde. Bogen har kønspolitikken i fokus, og Mira oplever sammen med sine veninder at blive undertrykt i en patriarkalsk verden. En af Miras veninder hedder Val, hun er militant feminist og udtaler blandt andet i bogen, at alle mænd er voldtægtsmænd. Sideløbende med at Mira og hendes veninder diskuterer deres liv fra en feministisk synsvinkel og blot lever og oplever undertrykkelsen på deres egen krop, finder 68-oprøret sted. Det bliver Mira og hendes veninder bliver blandet ind i da de lever op og ned af det i Cambridge. Bogen er skrevet med inspiration fra forfatterens egne oplevelser.
I 1992 fik Marilyn French konstateret kræft i spiserøret, og den uhyggelig besked at hun kun havde måneder tilbage at leve i, men alligevel overvandt hun sygdommen, og skrev bogen Season in Hell: A Memoir som er baseret på hendes oplevelser med sygdommen.
Marilyn French døde den 2. maj 2009 på Manhattan, New York City, 79 år gammel. Dødsårsagen var hjertestop.